# پارتسوو
پارتسوو (به لهستانی:  Parcewo) یک روستا در لهستان است که در گمینا بیلسک پودلاسکی واقع شده‌است.